# Art modern

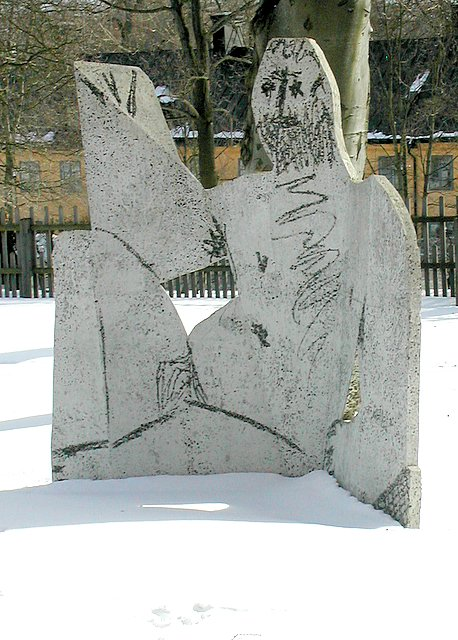
Dinar campestre de Pablo Picasso

Art modern és un terme referit a la major part de la producció artística des de la dècada del 1860 fins aproximadament la dècada del 1970, i denota els estils i les filosofies de l'art produïts durant aquesta època. Sovint se'l defineix per oposició al denominat art acadèmic, que representaria la tradició; mentre que l'art modern representaria l'experimentació. Els artistes moderns van experimentar amb noves maneres de mirar i amb idees noves sobre la naturalesa dels materials i les funcions de l'art. Aquesta tendència que s'allunya de la narrativa, que era característica de les arts tradicionals, mentre que l'abstracció és característica de gran part de l'art modern. La producció artística més recent s'anomena sovint art contemporani o art postmodern.
Produccions recents són sovint denominats art contemporani, encara que aquest terme també es refereix a l'art de l'Edat contemporània (des de mitjançats del segle xviii). Cal entendre, per tant, que el concepte d'art modern no és cronològic, sinó estètic; d'estil, de sensibilitat o fins i tot d'actitud: un pintor academicista com William Adolphe Bouguereau (mort el 1905) no fa art modern, mentre que Vincent van Gogh (mort el 1890) indubtablement sí.
L'art modern representa com a innovació davant la tradició artística de l'art occidental una nova forma d'entendre l'estètica, la teoria i la funció de l'art, en què el valor dominant (en pintura o escultura) ja no és la imitació de la natura o la seva representació literal. La invenció de la fotografia havia fet aquesta funció artística obsoleta. Al seu lloc, els artistes van començar a experimentar amb nous punts de vista, amb noves idees sobre la natura, materials i funcions artístiques, sovint en formes abstractes.

## Rebuig
El rebuig a l'art modern va ser molt fort des que va començar a encunyar-se el concepte, no només als ambients socials conservadors dels que els artistes moderns cercaven atreure l'admiració, sinó entre intel·lectuals que es van ocupar molt seriosament de la seva anàlisi, com van ser els casos, a Espanya, d'Eugeni d'Ors i Rovira, autor de la lapidària frase: «Tot el que no és tradició, és plagi»; o José Ortega y Gasset, que va titular una de les seves obres: La deshumanització de l'art, l'any 1925.
El comunisme soviètic i el feixisme italià, que des del seu origen i durant els anys 1920 van estar estretament vinculats a les avantguardes (constructivisme, futurisme), van comprovar a partir dels anys 1930 la necessitat de canalitzar la seva manipulació propagandística al terreny de l'estètica a través d'un art molt més fàcilment digerible per les masses. Van trobar solucions gairebé idèntiques al que es va conèixer com a realisme socialista o art feixista. El cas del nazisme, va identificar l'art modern amb la denominació d'«art degenerat» (Entartete Kunst) dels dements i de les races inferiors, per contraposició als valors d'una pretesa estètica ària o art ari. No obstant això, la persecució als jueus i l'ocupació alemanya d'Europa durant la Segona Guerra Mundial va donar opurtunidad per a l'espoliació més o menys dissimulada de moltes peces d'art modern per part dels dirigents nazis (que no les destruïen, sinó que se les apropiaven).
Simultàniament, el capitalisme nord-americà, en canvi, va assumir amb gran dinamisme l'art modern, implicant-ho al procés productiu i aprofitant les seves grans possibilitats per al mercat.

## Precedents

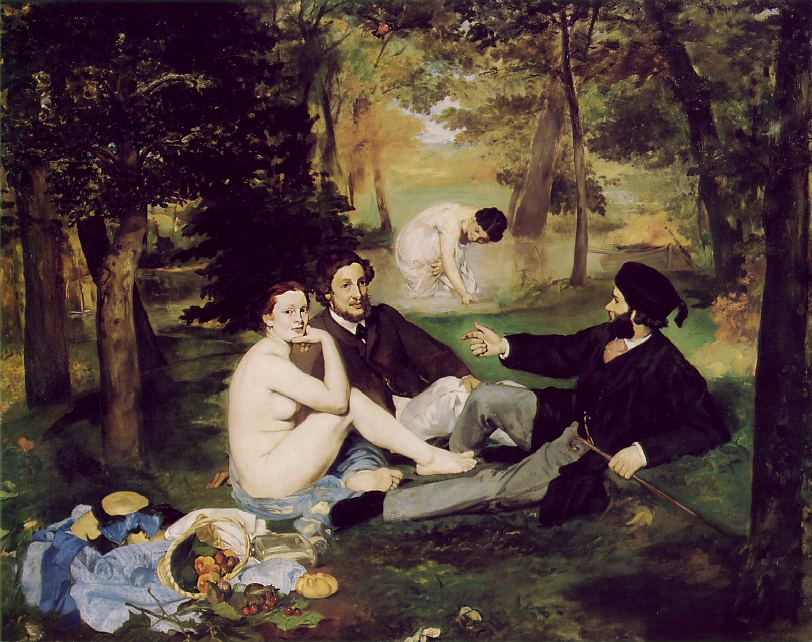
El dinar campestre, pintat el 1862 per Édouard Manet

Per a l'escultura i l'arquitectura moderna es compta la seva aparició al final del segle xix, i els principis de la pintura moderna es poden localitzar anteriorment.
Precedents de les idees artístiques modernes ja es poden veure a l'obra dels grans mestres barrocs (Velázquez o Rembrandt); d'autors de finals del segle xviii i començaments del XIX més o menys pròxims al romanticisme (Goya, David, Delacroix, Gericault, Friedrich, Turner, William Blake); i d'autors de mitjans del segle xix més o menys pròxims al realisme (Corot, Millet, Courbet, escola de Barbizon, William Morris). Per a aquestes dates comença a ser usual la percepció de l'artista modern com un «incomprès social», aliè a les institucions; encara que paradoxalment acabi creant la seva pròpia institucionalitat alternativa (Salon des Refusés, 1863-Saló dels rebutjats-).

En aquest Saló de París, Édouard Manet va exhibir la seva pintura El dinar campestre. Dates anteriors també s'han proposat, entre elles el 1855 que va ser l'any que Gustave Courbet va exhibir L'estudi i el 1784 any en què el pintor Jacques-Louis David va acabar la seva pintura El jurament dels Horacis. En les paraules de l'historiador d'art H. Harvard Arnason:
| « | Cadascuna d'aquestes dates té significació per al desenvolupament de l'art modern, però cap categòricament marca totalment un nou principi…. Una metamorfosi gradual va ocórrer en el curs de centenars anys. | » |

## Impressionisme i avantguardes

Logo del moviment Bauhaus

L'impressionisme i el postimpressionisme van significar ja un art decidit a experimentar amb noves maneres de representació de la llum i l'espai a través del color i la pintura, i de la vibració de la matèria en escultura (Rodin). Als anys previs a la Primera Guerra Mundial, una explosió de creativitat va tenir lloc amb el fauvisme, cubisme, expressionisme i futurisme.
La Primera Guerra Mundial va portar amb ella el fi d'aquesta fase, però va indicar l'inici d'una sèrie de moviments antiartístics, com el dada i el treball de Marcel Duchamp i el surrealisme. També grups com de Stijl i Bauhaus acabaven de començar a desenvolupar noves idees sobre la interrelació dels arts, arquitectura, disseny i educació artística.

## Amèrica

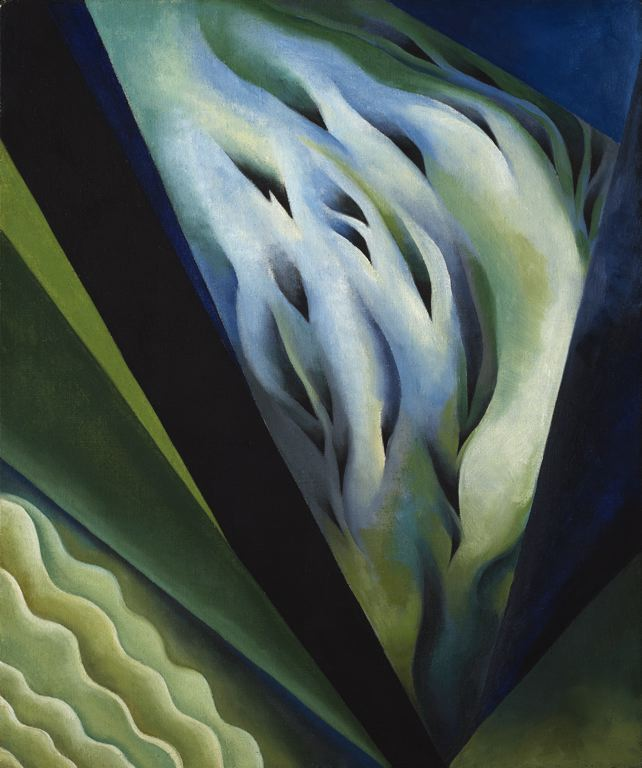
Blue and Green Music (1921) de Georgia O'Keeffe

Al seu origen, donada la seva natura reactiva, l'art modern és un fenomen exclusivament europeu, encara que en algunes ocasions es plantejava la necessitat de cerca de tradicions alternatives fora de l'art occidental a l'art africà (cubisme), o a l'art japonès (impressionisme), o fora de les fases més classicistes de la mateixa tradició occidental el prerafaelitisme.
L'arquitectura moderna, amb la intenció d'aconseguir models per a una alternativa per a la ciutat tradicional, va crear un moviment per racionalitzar l'habitatge sobretot per a les trucades «ciutats industrials», com la Ville Radieuse de Le Corbusier. Al Museu d'Art Modern de Nova York es va organitzar el 1931 la primera «Exposició Internacional d'Arquitectura Moderna», amb els arquitectes Le Corbusier, Walter Gropius, J.J.P. Oud i Mies van der Rohe com a líders d'aquest moviment.
L'art modern va ser introduït a Amèrica durant la Primera Guerra Mundial quan un nombre d'artistes als barris de Montmartre i Montparnasse a París van fugir de la guerra. Francis Picabia (1879-1953), va ser el responsable de l'arribada de l'art modern a la ciutat de Nova York. Tanmateix, va ser només després de la Segona Guerra Mundial quan els Estats Units es van convertir al centre d'atenció dels nous moviments artístics. Els anys 1950 i 1960 van veure l'aparició de l'expressionisme abstracte, art òptic, art pop i minimalisme; Happening, Fluxus, Video art, art natura, performance, art conceptual i fotorrealisme.

## Escultura
A principis del segle xx, Pablo Picasso va revolucionar l'art de l'escultura combinant objectes i materials dispars integrats en un sol conjunt per addició. Així com el collage fou una tècnica radical en l'art bidimensional, Picasso aportà una construcció radical en l'obra en tres dimensions. Anys més tard Picasso es va convertir en un prolífic ceramista, revolucionant la forma en què la ceràmica es percep com a art. George E. Ohr i escultors contemporanis com Peter Voulkos, Kenneth Price i altres han utilitzat la ceràmica com un mitjà important integrant del seu treball.
L'escultura ha tingut un paper important en tots els moviments artístics del segle xx: En les avantguardes de la primera meitat del segle De Stijl, suprematisme, constructivisme, cubisme, dadaisme, surrealisme, futurisme i en l'art de la post-guerra com el minimalisme, l'expressionisme abstracte, l'art popt, l'art natura i les posteriors derivacions d'instal·lacions artístiques.
Alguns artistes de l'àmbit català han contribuït de manera important amb el seu treball en el desenvolupament de l'escultura al segle xx: Aristides Maillol, Leandre Cristòfol, Eudald Serra, Angel Ferrant, Joan Miró, Juli González, Pablo Gargallo, Joaquim Llucia i Olivet.
Altres artistes que cal citar: Picasso Gaston Lachaise, Sir Jacob Epstein, Henry Moore, Alberto Giacometti, Jacques Lipchitz, Umberto Boccioni, Isamu Noguchi, David Smith, Alexander Calder, Cy Twombly, Joseph Beuys, Nam June Paik, Niki de Saint Phalle, Wolf Vostell, Andy Warhol, Jean Tinguely, Richard Lippold, George Rickey Louise Bourgeois i Louise Nevelson, Sir Anthony Caro, John Chamberlain, Mark di Suvero, Tony Smith, Robert Morris, Donald Judd, Larry Bell, Anne Truitt, Richard Serra, Dan Flavin, Carl Andre, entre molts altres.

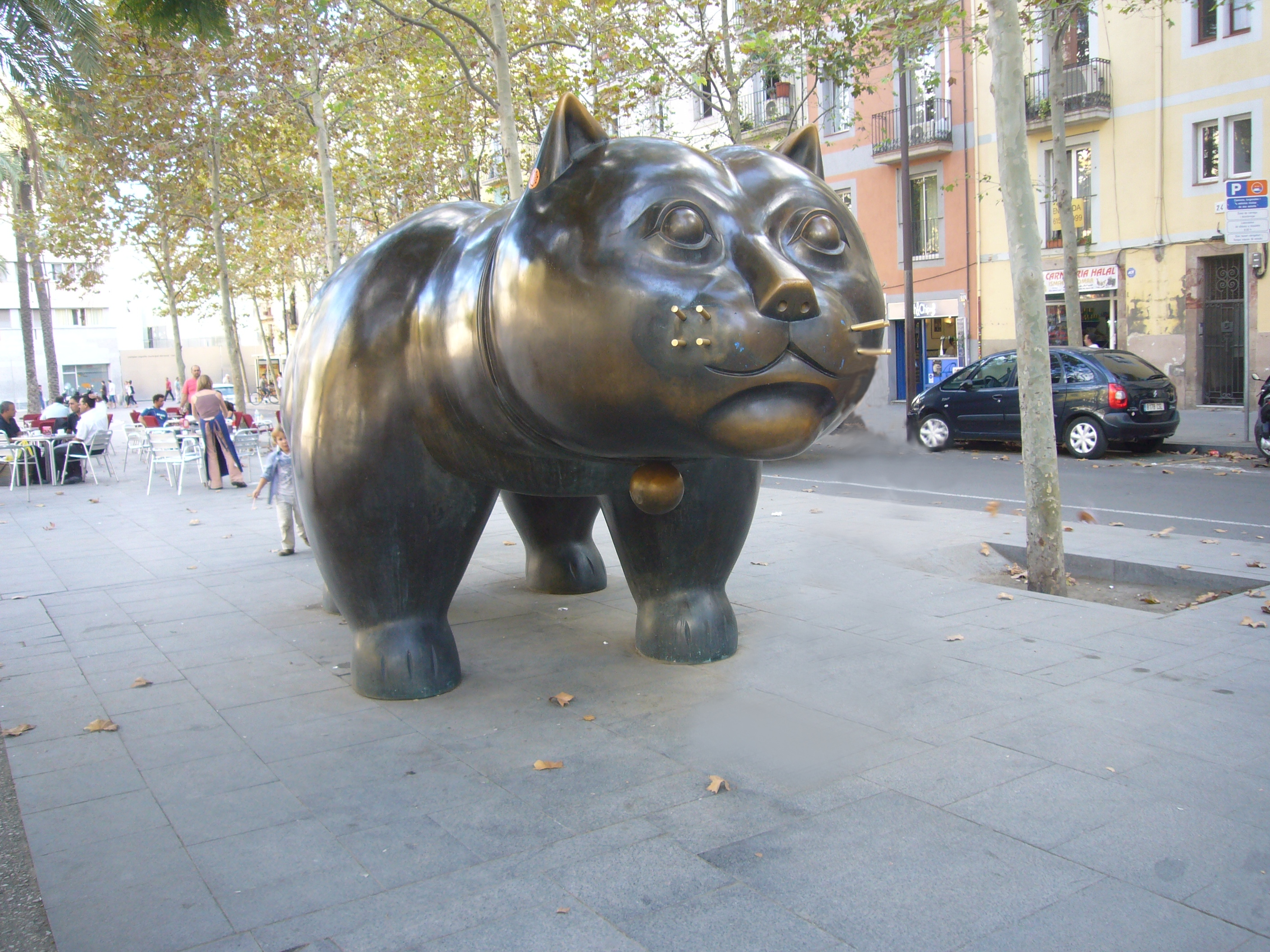
El gat de Botero al centre de Barcelona
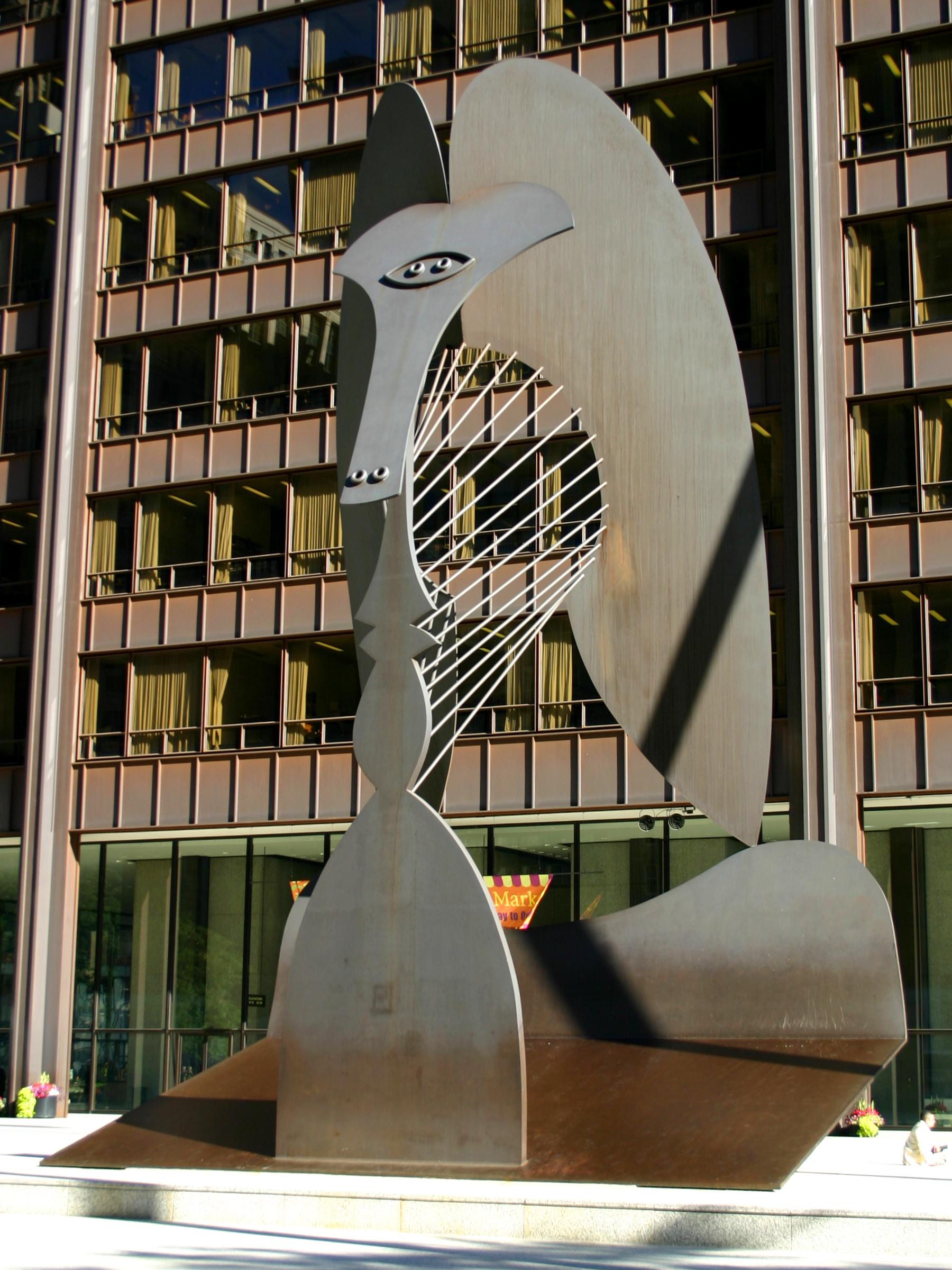
Escultura de Picasso al centre de Chicago
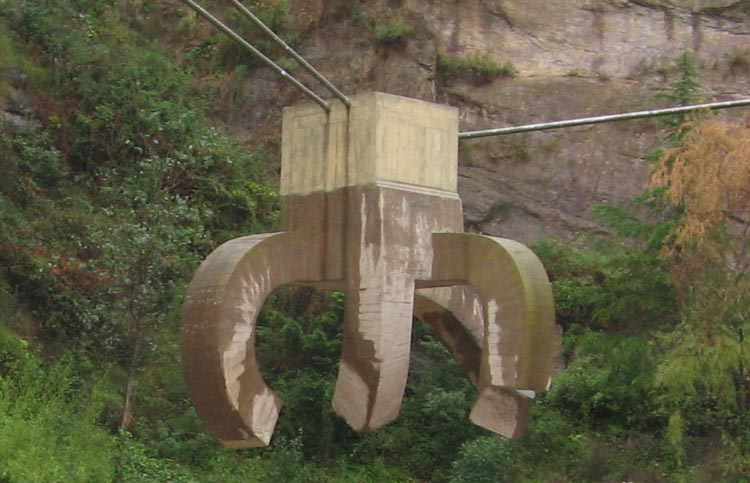
Elogi de l'aigua, de Chillida al parc de la Creueta del Coll de Barcelona
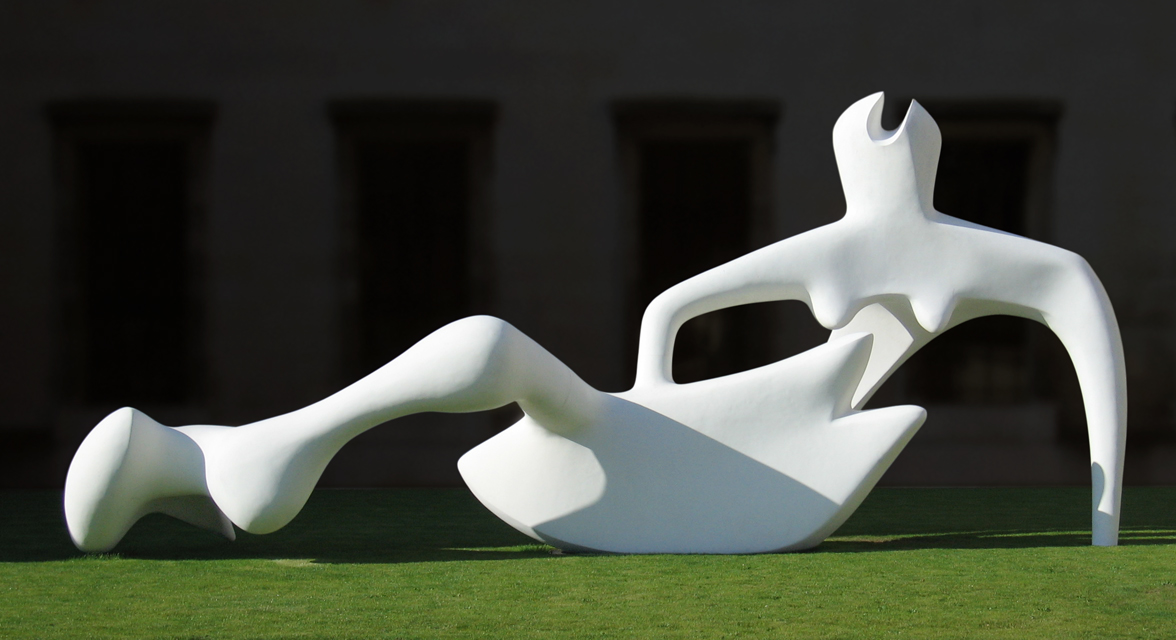
Figura reclinada de Henry Moore
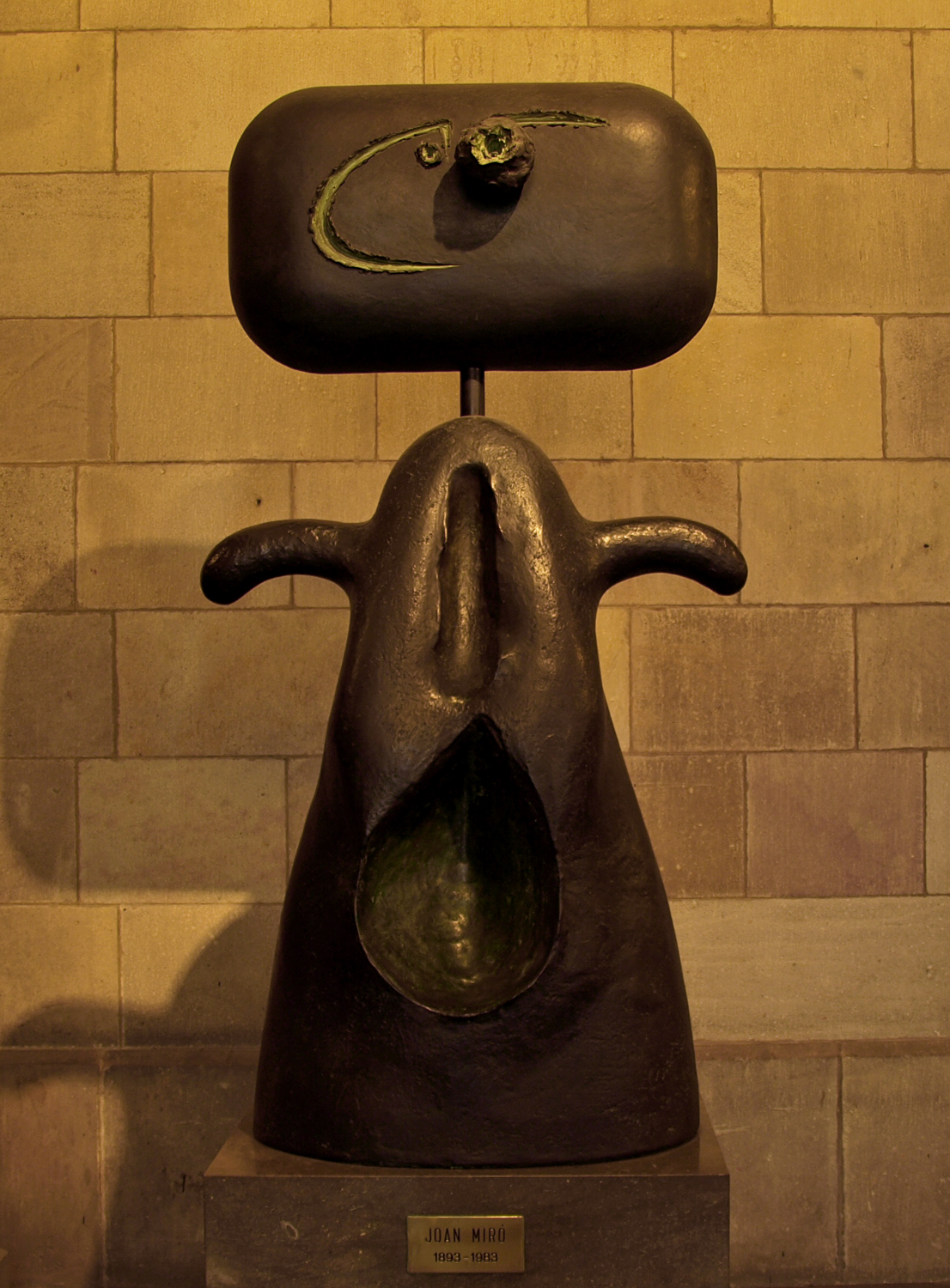
Dona de Joan Miró
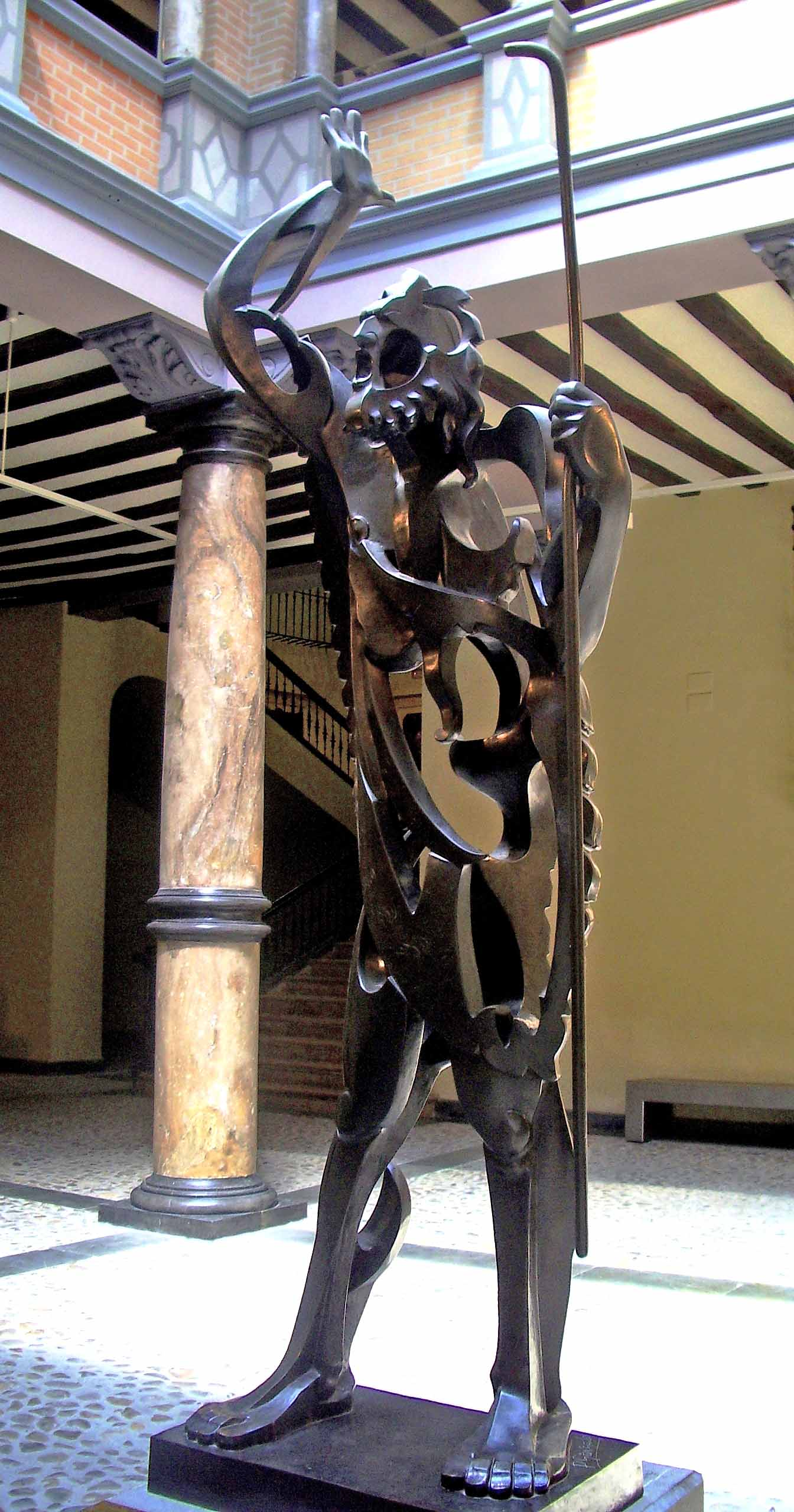
El profeta de Pablo Gargallo

## Interpretació postestructuralista de l'art contemporani

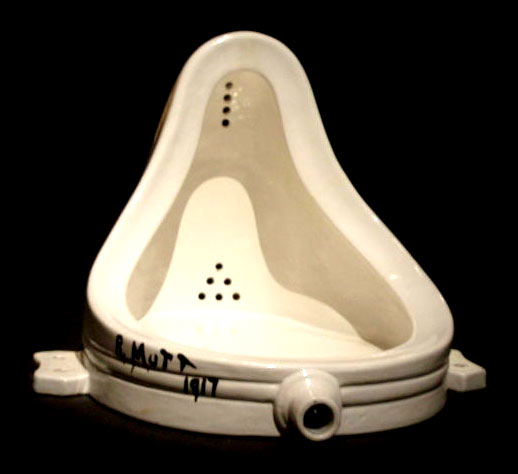
Font Marcel Duchamp, 1917

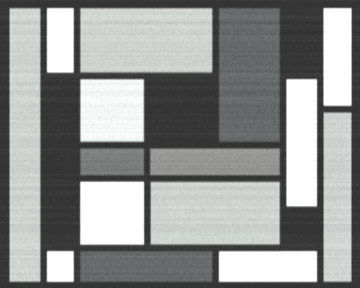
Quadrats (Homenatge a Mondrian) de Domingo Sarrey, videoart generat l'any 1968 en el centre de càlcul de la Universitat Complutense de Madrid.

La teoria del postestructuralisme ha encunyat el terme «postmodern», ja que des d'aquesta teoria s'entreveu la impossibilitat de seguir creant des dels preceptes de l'originalitat i la novetat (elements mateixos de la modernitat); en comptes d'això s'apunta a elements com reinterpretacions, resignificaciones i el gir lingüístic per tal d'ampliar el concepte d'art i establir-ho com un acte comunicatiu.
Aquest tipus de pràctiques s'inicien des del qüestionament de la institució de l'art a partir de l'obra de Marcel Duchamp, Font (1917), un objecte quotidià descontextualitzat i exhibit provocativament com obra d'art (un urinari possat al revés). Però aquest pensament es comença a ampliar i a prendre seriosament des de la dècada dels setanta fins als nostres dies amb el redescobriment de l'obra de Duchamp i dels «Dadaistas» de principis del segle xx a mans d'artistes com Robert Rauschemberg, teòrics com Rosalind Krauss i tota l'escola postestructuralista, que van posar aquest pensament dins del main stream internacional.

## Postmodern
Aquesta època, un nombre d'artistes i arquitectes havien començat a rebutjar la idea de «modern» i van començar a crear obres típicament postmodernistes. D'allà la rellevància de la crisi de les avantguardes artístiques i el debat modernitat-postmodernitat. Començant des de l'era de postguerra, menys artistes usaven pintura com mitjà principal. Al seu lloc, es van generalitzar les grans instal·lacions. Des dels anys 1970, el media art s'ha convertit en una categoria per si mateix, amb un emergent nombre d'artistes experimentant amb les noves tecnologies. El videoart és l'exemple més conegut.